# Sachsen-Jena
Sachsen-Jena var ett ernestinskt hertigdöme i Tysk-romerska riket 1672–1690.
1662 tillföll Jena hertig Bernhard, den yngste av hertig Vilhelm av Sachsen-Weimars söner, och blev huvudstad i ett särskilt hertigdöme. När Bernhards linje utgick, 1690, delades Sachsen-Jena mellan Sachsen-Weimar och Sachsen-Eisenach. Dessa ingick i en personalunion 1741 och sammanslogs 1809 i Sachsen-Weimar-Eisenach.

## Regenter
- Bernhard II av Sachsen-Jena (1672–1678)
- Johan Vilhelm av Sachsen-Jena (1678–1690)